# Krzydłowice
Krzydłowice (niem. Lindenbach, do 1937 r. Kreidelwitz) – wieś (dawniej miasto) w Polsce, położona w województwie dolnośląskim, w powiecie polkowickim, w gminie Grębocice.
Krzydłowice uzyskały lokację miejską w 1285 roku, zdegradowane przed 1500 rokiem.
W latach 1975–1998 miejscowość należała administracyjnie do województwa legnickiego.
1 listopada 1937 w miejsce nazwy Kreidelwitz wprowadzono nazwę Lindenbach.
We wsi był przystanek kolejowy Krzydłowice.
W 1933 r. w miejscowości mieszkały 734 osoby, a w 1939 r. – 771 osób. W marcu roku 2011 mieszkało tu 397 osób.
Do wojewódzkiego rejestru zabytków wpisane są:
- kościół filialny św. Marii Magdaleny, z XV w., XVIII w.
- cmentarz przykościelny
- zespół pałacowy, z XVIII–XIX wieku:
  - pałac w ruinie
  - spichrz
  - park